# Fors seulement

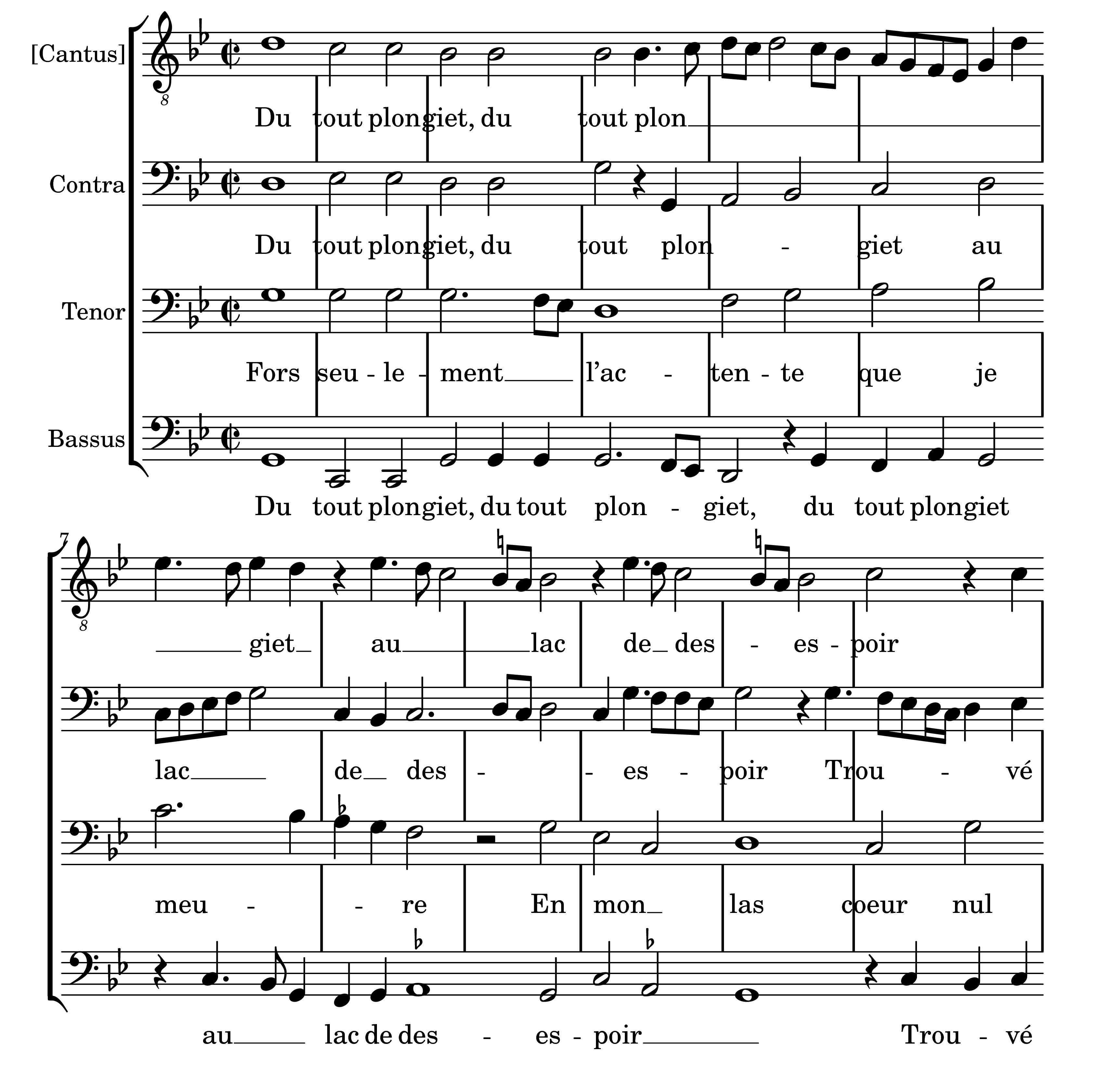
"Du tout plongiet – Fors seulement", versione a doppio testo utilizzato da Antoine Brumel

Fors Seulement è una chanson francese di matrice popolare, molto nota per essere stata utilizzata in alcune variazioni e come cantus firmus. Una delle versioni più antiche è attribuita a Johannes Ockeghem (versione chiamata anche Fors seulement l'attente per distinguerla da un'altra sua composizione, chiamata Fors seulement contre).
Antoine Brumel scrisse un brano politestuale, intitolato Du tout plongiet all'interno del quale inserì nella parte del tenore e come cantus firmus quella del superius presente nell'originale di Ockeghem, ovvero mantenendone sia la linea melodica che quella testuale.
Esistono diverse altre versioni di altrettanto numerosi autori, oltre ai già citati Ockeghem e Brumel, tra cui: des Prez, Pipelare, Verbonnet, Obrecht, Pirson e Agricola.

## Testo
Fors seulement l'attente que je meure,

En mon las cueur, nul espoir ne demeure,

Car mon malheur si trés fort me tourmente

Qu'il n'est douleur que par vous je ne sente,

Pour ce que suys de vous perdre bien seure